# Metroid II: Return of Samus
Vous lisez un « bon article » labellisé en 2017.  Il fait partie d'un « bon thème ».
Metroid II: Return of Samus (ou simplement Metroid II) est un jeu vidéo d'action-aventure développé et édité par Nintendo sur la console portable Game Boy à partir de novembre 1991 aux États-Unis, puis en 1992 au Japon et en Europe. Deuxième jeu de la série Metroid, il se place chronologiquement avant Super Metroid. Samus Aran, le protagoniste, doit se rendre sur la planète d'origine des Metroids, une forme de vie inconnue et dangereuse, afin de les éradiquer.
Le développement du jeu est réalisé par la division Nintendo R&D1 de Nintendo. Les développeurs du précédent opus de la série, dont notamment Yoshio Sakamoto, sont cependant occupés par d’autres projets et une nouvelle équipe est donc mise sur pied. Celle-ci, hétéroclite, est composée de quelques vétérans du studio comme Hiroji Kiyotake, un des créateurs de la série, ou Makoto Kanoh, mais aussi des novices. Pour le scénario, les concepteurs s'inspirent de celui du film Aliens, le retour de James Cameron. Pour son système de jeu, ils décident de reprendre celui du précédent opus de la série qu'ils font néanmoins évoluer vers un concept plus linéaire. Dans les niveaux du jeu, l'avancée de Samus se voit ainsi limitée par la présence de lave et pour accéder à de nouvelles zones, elle doit détruire l'ensemble des Metroids afin de provoquer un séisme et de faire baisser le niveau de lave. Le déblocage progressif des armes et des zones est toujours présent mais reste secondaire et minimal.
À sa sortie, Metroid II est bien accueilli par la presse spécialisée et obtient de bonnes notes. Rétrospectivement, les critiques le considèrent cependant comme étant plus linéaire que son prédécesseur, Metroid, à cause des modifications de son gameplay qui mettent l'accent sur l'élimination des ennemis au détriment de la recherche. Les graphismes sont jugés de qualité moyenne, mais limités par les capacités de la console et l'ensemble reste considéré comme un bon jeu d'action. Les ventes sont honorables, avec 1 650 000 copies écoulées dans le monde, mais malgré son succès critique et ses ventes, le jeu manque le coche de la réussite commerciale. Les modifications apportées à Metroid II, poussent donc une partie des fans à s'en éloigner, ce qui en fait le jeu le moins apprécié de la série.
Super Metroid, la suite directe de Metroid II, est publiée sur Super Nintendo en 1994. Le jeu est réédité à partir de septembre 2011 sur la console virtuelle de la Nintendo 3DS, où il reçoit le même accueil que la version originale. Un remake amateur nommé AM2R (Another Metroid 2 Remake), basé sur le moteur de jeu Game Maker, est développé par Milton Guasti. AM2R parait le 6 août 2016, mais il est retiré quelques jours après sa sortie à la demande de Nintendo, invoquant une violation de la propriété intellectuelle au titre de la loi DMCA. Un remake officiel, intitulé Metroid: Samus Returns, est disponible depuis le 15 septembre 2017 sur Nintendo 3DS.

## Trame

### Univers et contexte
Metroid II: Return of Samus prend place dans l'univers fictif de la série Metroid. Lors de sa sortie, l'histoire fait directement suite à celle présentée dans le premier jeu de la série, Metroid. Cependant depuis sa création, la trilogie Prime et son spin-off s'intercalent juste après le premier épisode,. Metroid II se situe donc avant les évènements se déroulant dans Super Metroid,. Le scénario est exclusivement dévoilé sur le manuel de jeu.
Depuis 2000 de l'histoire du cosmos, les représentants de plusieurs planètes se sont unis pour former la Fédération galactique, permettant à de nombreuses civilisations de créer des relations et commercer. Toutefois, des malfaiteurs, les Pirates de l'espace, pillent des vaisseaux spatiaux. Afin de pallier ces problèmes, l'Office de la Fédération galactique crée la Police de la Fédération galactique, dont le but est d'arrêter les agissements des Pirates de l'espace, puis engage un groupe d'élite, les Chasseurs de l'espace. Toutefois, en l'an 20X5 de l'histoire du cosmos, un navire de recherche rapatrie vers la Terre une forme de vie inconnue et dangereuse découverte sur la planète SR388, les Metroids. Pendant le voyage, le vaisseau est attaqué par les Pirates de l’espace qui s'en emparent, et se terrent dans les profondeurs de la planète-forteresse Zèbes. S'ils parviennent à en maîtriser la reproduction, ils pourraient s'en servir comme arme et lancer une guerre bactériologique. La Fédération engage alors Samus Aran, qui se rend sur Zèbes, mais la tâche n'est pas facile dans un monde labyrinthique parsemé de créatures diverses et hostiles. Samus déjoue tout de même les plans des Pirates de l'espace et les élimine.

### Scénario
Lorsque Samus Aran a terminé sa mission d'élimination des Metroids sur Zèbes, la Fédération galactique envoie une sonde sur leur planète d'origine, SR388, afin de s'assurer qu'aucun d'entre eux n'a survécu là-bas. Cependant peu de temps après, l'engin de recherche ne répond plus, ni l'équipe également envoyée à la suite de cette disparition. La Fédération met alors sur pied un groupe de combat spécial, chargé de faire la lumière. Toutefois, sa disparition subite indique qu'au moins un Metroid a survécu, ce qui pousse la Fédération à intimer l'ordre à Samus Aran de se rendre sur SR388 et d'éradiquer la menace Metroid,.

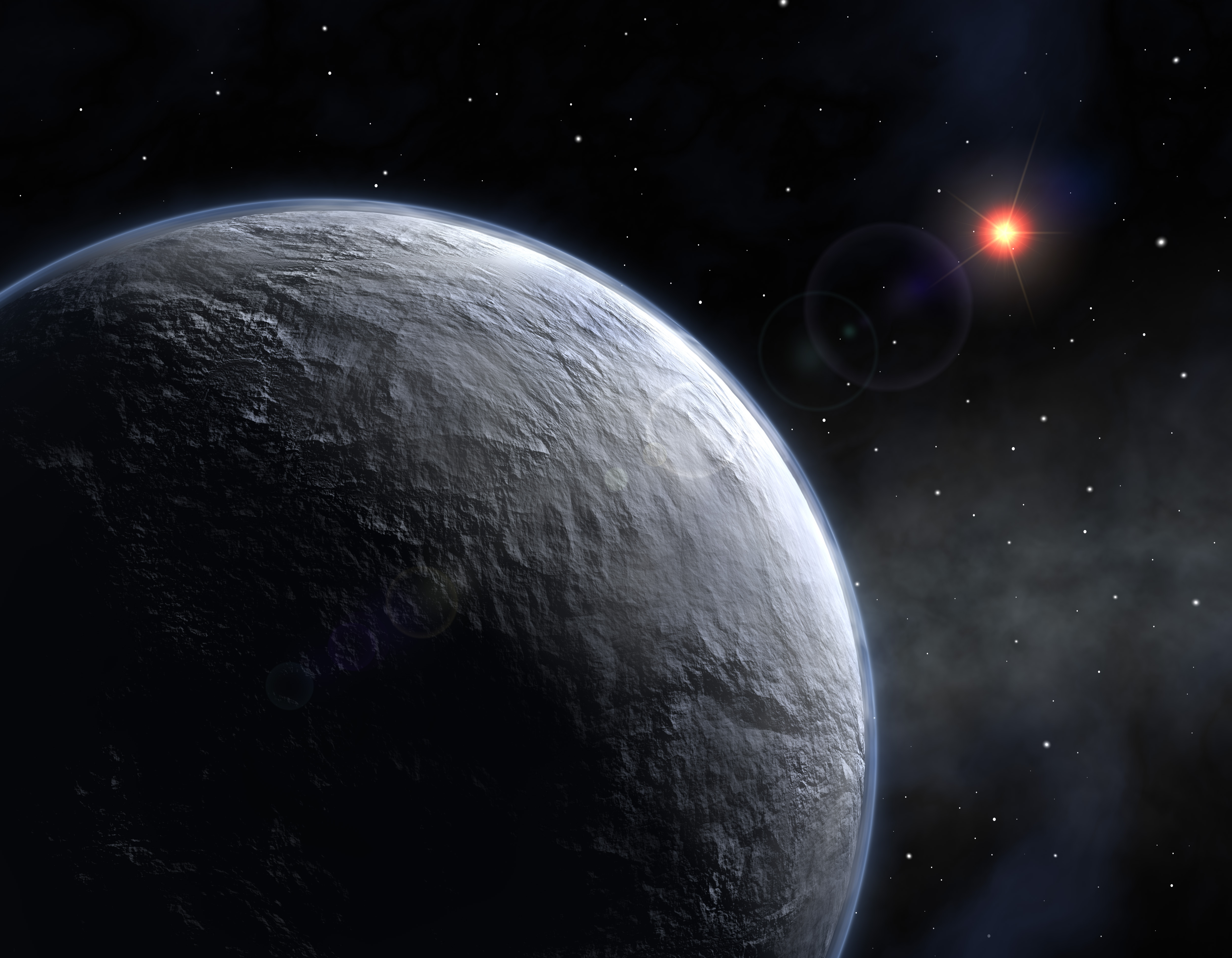
Samus se rend sur la planète d'origine des Metroids, SR388, afin de les éliminer (vision d'artiste d'une exoplanète).

Au cours de son périple souterrain sur SR388, Samus s'enfonce de plus en plus profondément dans le dédale rempli de lave, composé de grottes et d'un ancien temple. Elle rencontre et élimine tous les types de Metroids ayant muté à cause des radiations de la planète. Samus finit par affronter la reine Metroid, puis après l'avoir vaincue, elle s'enfuit vers son vaisseau,.

### Épilogue
Dans sa fuite, elle est retardée par un œuf gisant sur le chemin, qui éclot et laisse s'échapper une larve de Metroid. La larve prend Samus pour sa mère et la suit sans aucune animosité. Voyant cette créature amicale qui lie son empreinte filiale avec elle, Samus n'ose pas éliminer cette dernière présence Metroid. Tous deux s'enfuient dans le tunnel, la larve aidant même Samus à avancer afin d'atteindre le vaisseau et partir. Par la suite, Samus confie le Metroid à l'Académie des sciences spatiales, afin que les scientifiques étudient et comprennent la structure organique spécifique de ces créatures. L’épilogue met en place le contexte de base du prochain épisode Super Metroid.
Comme son prédécesseur, Metroid II offre plusieurs génériques de fin en fonction du temps que le joueur met pour terminer le jeu. L'écran final affiche Samus en train de courir, ou alors simplement face à l'écran, ou en bikini et sans sa combinaison.

## Système de jeu

### Généralités
Le système de jeu de Metroid II: Return of Samus est un mélange entre le jeu de plates-formes et le jeu d'action-aventure agrémenté de phases d'action du type shoot 'em up, dans une quête d'items se déroulant dans une carte en deux dimensions. Ce mélange des genres est basé sur le déblocage progressif des équipements et armes, ainsi que des zones,,,.
Le gameplay comporte des nouveautés et spécificités absentes du premier épisode. Le joueur explore la planète SR388 en s'infiltrant dans les divers couloirs souterrains, mais il est régulièrement limité à une zone restreinte, à cause de la présence de lave. Dans chaque zone, il doit détruire un nombre déterminé de Metroids, aidé par l'interface, qui comporte un compteur affichant le nombre de monstres restant à éliminer. Quand le dernier Metroid d'une zone est éradiqué, un tremblement de terre survient, ce qui a pour conséquence de faire descendre le niveau de lave de la planète, et permet au personnage de s'enfoncer plus profondément dans le dédale de couloirs souterrains. Ces nouveautés font de Metroid II une aventure plus linéaire que son prédécesseur, où l'exploration se déroule plutôt dans une succession de zones, celles-ci étant très peu connectées entre elles,. De plus, l'éradication des Metroids devient un élément central et récurrent de la mécanique du jeu, qui se rajoute à l'exploration et à l'acquisition d'objets.
Le mécanisme de base du Metroidvania est toujours présent, mais minimal et secondaire. Le joueur contrôle un personnage et peut le déplacer où il le désire dans un univers comportant plusieurs zones interconnectées. Cependant, l'accès à certaines parties ou zones est limité par la présence de portes verrouillées ou de difficultés, qui ne peuvent être franchies que si Samus obtient des armes, des power-up ou du matériel spécial, disséminés sous forme d'items dans le jeu. Les améliorations permettent également de vaincre des ennemis de plus en plus puissants et de découvrir des raccourcis, des zones secrètes et ouvrir les secteurs fermés, ce qui oblige souvent le joueur à revenir sur ses pas,,.

### Personnage et équipements
Le sprite de Samus Aran est gros, et ceci est accentué par la petitesse de l'écran de la console Game Boy (2,6 pouces),. Le manuel du jeu indique que le personnage pèse 90 kg et mesure 1,90 m. Samus peut tirer vers le haut, vers le bas quand elle saute ou encore lorsqu'elle est accroupie,.
Metroid II: Return of Samus reprend l'arsenal et l’équipement de son prédécesseur, et amène de nouvelles armes et fonctionnalités de la combinaison et pour la boule morphing. Deux rayons font leur apparition : le Spazer est une arme qui projette trois rayons horizontaux à la fois et le rayon Plasma est un rayon puissant et épais, qui traverse tous les éléments de décors et tous les ennemis. Samus Aran ne peut s'équiper que d'un seul rayon à la fois, mais le personnage a la possibilité de retourner sur ses pas, afin de reprendre à l'endroit où elle l'a trouvé, n'importe quel rayon précédemment acquis dans le but de le réutiliser. Le saut perpétuel (appelé saut spatial dans d'autres épisodes) est un équipement de la combinaison qui permet à Samus d'enchaîner en l'air les sauts à l'infini, ce qui lui permet d'atteindre des zones sans cela inaccessibles. Deux équipements de la boule morphing apparaissent : la boule araignée qui permet à la boule d'adhérer à la plupart des parois et des plafonds et la boule-sauteur (appelée spring ball dans le jeu, ou boule de saut dans d'autres épisodes) qui permet d'effectuer un saut lorsque Samus est en boule,,.
Des bornes de sauvegarde, de recharge de missiles et de recharge de santé du personnage, sont disséminées partout sur la planète, permettant au joueur de refaire le plein d'items ou de vie, mais aussi mémoriser son avancement dans la partie, grâce à une pile présente dans la cartouche de jeu. Metroid II est l'épisode qui voit l'introduction du vaisseau de Samus, dans lequel elle arrive sur la planète et avec lequel elle s'en enfuit également. En outre, il sert de point de rechargement de vie et de missiles,.
Concernant les armes et équipements reconduits du premier épisode, Samus démarre l’aventure avec le rayon de base, la boule morphing et trente missiles. En outre, elle peut acquérir le rayon de glace et le rayon ondulé. Sa combinaison peut être améliorée grâce à l'attaque-éclair (également appelée attaque en vrille ou attaque-vrille dans les autres épisodes), grâce aux bottes de saut lui permettant de sauter plus haut et grâce au Varia qui lui permet de supporter des chaleurs extrêmes. La boule morphing peut être améliorée grâce aux bombes. Comme à l’accoutumée, Samus peut posséder jusqu'à cent points de vie, et peut obtenir des réservoirs supplémentaires de vie offrant eux-aussi chacun cent points de plus et des réserves de missiles supplémentaires. Elle peut recharger sa vie et ses missiles grâce aux boules d'énergie et aux missiles laissés par les ennemis derrière eux lorsqu'ils sont éliminés,.

### Niveaux et ennemis
Metroid II ne propose qu'un seul et unique niveau gigantesque sans ascenseurs, qui comporte très peu de portes à déverrouiller, et qui offre plusieurs zones peu connectées entre elles à explorer successivement,. Le jeu présente des décors naturels arrondis, mais aussi un temple constitué de constructions en pierres. L'ambiance créée dans le précédent opus, effrayante et claustrophobique, procurant un sentiment d'isolation, est cependant présente,. L'écosystème de la planète SR388 offre un bestiaire aussi varié que dangereux. Samus rencontre une faune diversifiée et hostile, mais aussi une petite série de robots laissés par une ancienne civilisation,.

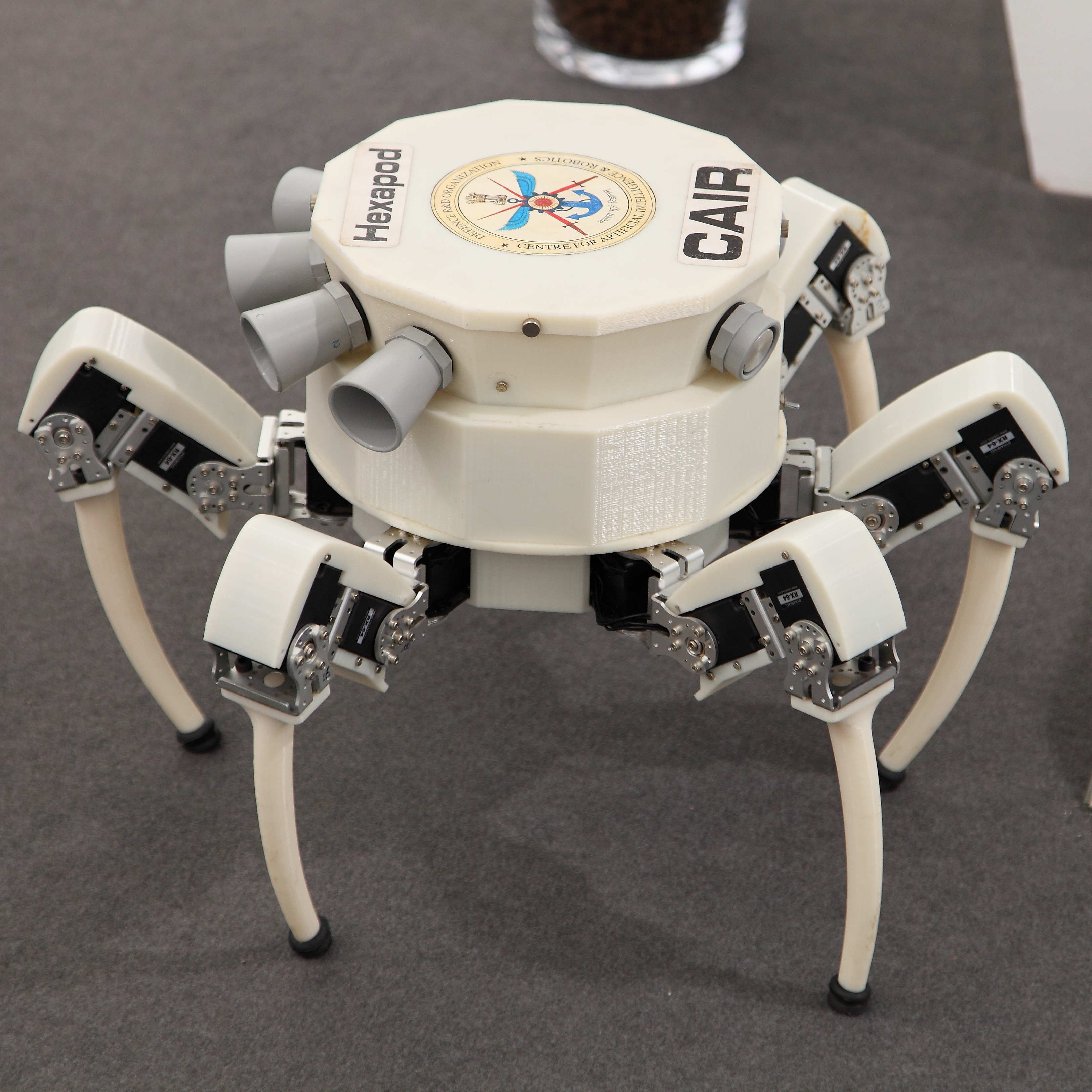
Samus Aran rencontre une faune diversifiée et hostile, mais aussi une petite série de robots laissés par une ancienne civilisation.

Dans Metroid II, Samus doit éradiquer la menace Metroids de la planète SR388. Les Metroids sont des créatures qui s'agrippent à leurs adversaires afin de se nourrir de leur énergie. Elles suivent une évolution et existent sous plusieurs états. Elle les rencontre sous toutes leurs formes connues, que sont les Metroids de base sous forme initiale, les Metroids alpha, les Metroids gamma, les Metroids zeta, les Metroids omega, soit trente-neuf Metroids, ainsi que la reine Metroid. Dans sa forme initiale, le Metroid ressemble à une méduse, dotée de crochets qui lui permettent de s'accrocher à sa proie. Au fur et à mesure de son évolution, la créature développe une bouche, des pattes avant et arrière, pour devenir un monstre bipède évoquant un dinosaure carnivore. La dernière étape d'évolution, la reine, est une sorte de crocodile géant avec un cou rétractable. Plus les créatures sont grosses et développées, plus elles sont puissantes,,.

## Développement

### Genèse et équipe
Metroid jouit d'un succès honorable et remarqué, mais Nintendo n'envisage pas de suite, tant celui, tonitruant, de Super Mario Bros. domine les esprits, suivi par celui qu'a obtenu The Legend of Zelda. La division R&D1 se met à travailler sur de nombreux autres projets pendant plusieurs années. Nintendo sort notamment sa Game Boy, et produit de nombreux jeux originaux, mais se tourne également vers ses licences propriétaires afin de réaliser des suites, telles que Super Mario Land, Game Boy Wars et Kid Icarus: Of Myths and Monsters, mais aussi celle de Metroid.

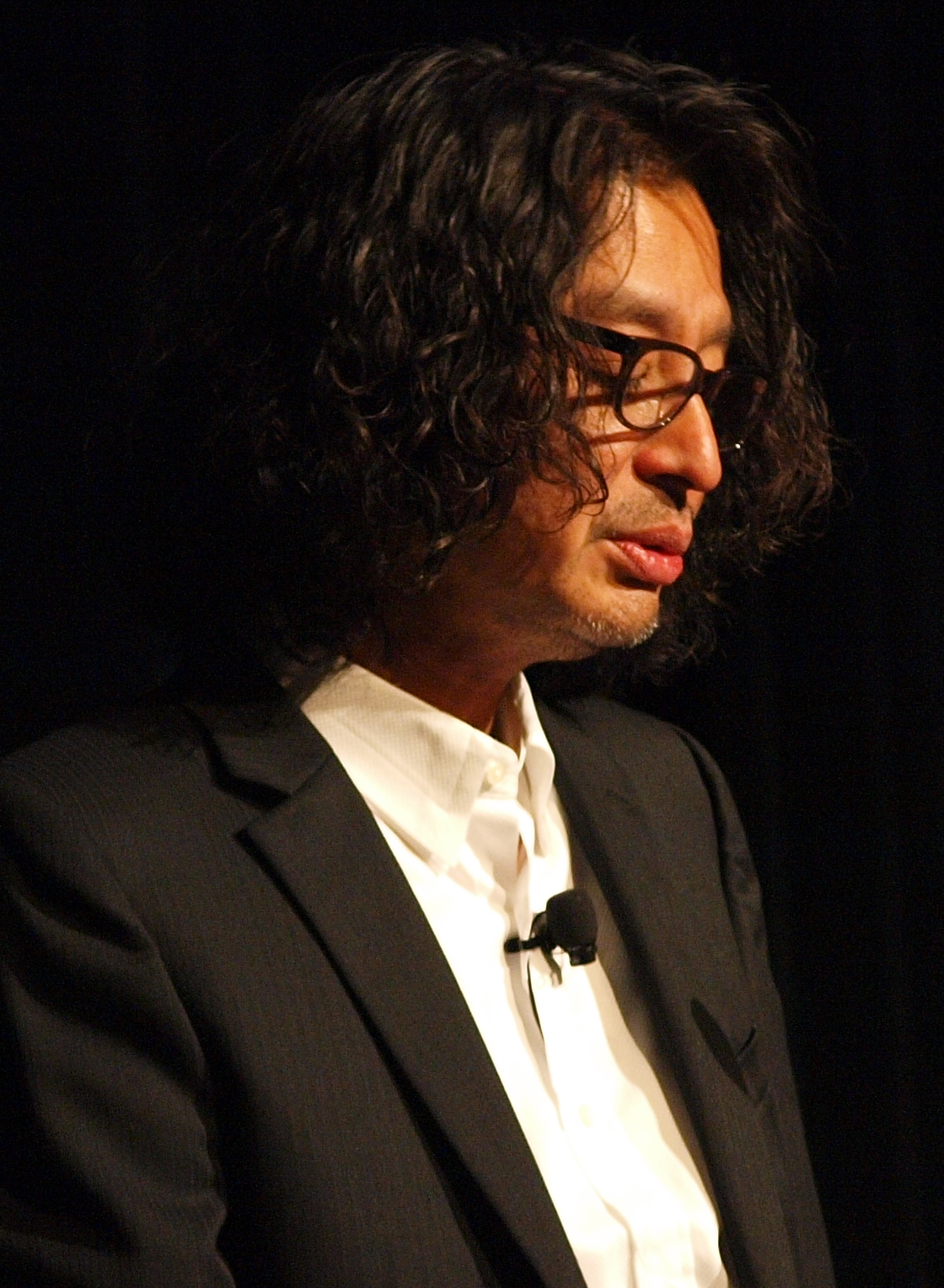
Yoshio Sakamoto est trop occupé sur le projet Super Metroid et ne peut se consacrer à Metroid II.

Au début de 1991, la R&D1 commence le développement de Metroid II, mais l'équipe responsable du premier volet de la série est répartie sur d'autres projets. Hirofumi Matsuoka travaille sur Game Boy Wars et Yoshio Sakamoto collabore avec Dylan Cuthbert sur le jeu X. Sakamoto n'oublie pas pour autant Metroid depuis la sortie du premier opus en 1986, puisqu'il est au courant que Nintendo prépare la Super Nintendo. Depuis 1991, il prépare la suite des aventures de Samus Aran sur cette future console, en parallèle à d'autres projets. Sakamoto se rappelle que le concept de Super Metroid est établi avant même celui de Metroid II et il est donc impossible pour lui de se consacrer à ce dernier. De son côté, Satoru Okada est également occupé sur Game Boy Wars, tout comme Hirofumi Matsuoka, qui ne donne finalement que de l'aide lors du débogage de Metroid II en collaboration avec Toru Osawa. Hiroji Kiyotake, l'un des créateurs initiaux de la série, dirige l'équipe en duo avec Hiroyuki Kimura. Ce dernier n'a fait que très peu de choses chez Nintendo, puisque auparavant il a seulement créé quelques ennemis sur Super Mario Bros. 3. Le duo réalise la conception graphique du jeu, aidé par des débutants tels que Tomoyoshi Yamane, Yasuo Inoue ou Takehiko Hosokawa, mais aussi accompagné par le vétéran Makoto Kanoh, qui écrit notamment le scénario. La programmation de Metroid II est réalisée en interne par la division R&D1, Takahiro Harada est programmeur principal. « Pas mal de gens avaient développé un bon savoir-faire, et les techniques de programmation avaient été améliorées. Il y avait même des projets où nous n'avions plus besoin d'Intelligent Systems » se rappelle Sakamoto. Cuthbert n'intervient qu'en phase finale lorsqu'il optimise le code de programmation du jeu.
Hip Tanaka travaille de son côté sur le jeu X, pour lequel il réalise les musiques. La partie sonore de Metroid II est donc réalisée par Ryoji Yoshitomi, qui possède la réalisation de quatre bandes sonores de jeu à son actif. Il crée une bande son atypique, basée sur les silences et des stridences. Le silence domine la bande son, seulement interrompu par des bips sonores réguliers. Au départ, la musique, légère, évoque l'aventure et plus le joueur s'approche d'un Metroid, plus elle se fait sombre, urgente et rythmée.

### Conception
Les concepteurs de Metroid II reprennent les marqueurs du Metroidvania. Cependant, le jeu se démarque de son prédécesseur établissant les bases de la série : alors que le seul obstacle à l'avancement dans le premier jeu est la nécessité de trouver des équipements, les concepteurs obligent le joueur à éliminer la totalité des ennemis dans une zone unique, afin d'accéder à la suivante. Le jeu se démarque également de ses pairs, Super Mario Bros. et The Legend of Zelda, du point de vue scénaristique, les itérations du premier étant dépourvues de trame et celles du second étant plutôt des réinterprétations ou adaptations de la même histoire. La série Metroid s'inscrit dès lors dans une continuité scénaristique. Si le premier Metroid puise son inspiration dans le film Alien de Ridley Scott, Metroid II reprend directement le scénario de la suite Aliens, le retour de James Cameron. Comme Ellen Ripley, personnage féminin principal du long métrage fantastique, Samus Aran doit se rendre sur la planète d'origine des monstres pour les éradiquer.
La cartouche Game Boy comporte six fois moins de place que la version NES utilisée pour les premiers jeux de la série, et a donc obligé les développeurs à faire de nombreux compromis, notamment sur la couleur et sur les décors et leur ambiance. L'écran monochrome de la Game Boy provoque des changements dans la conception. Dans le premier jeu de la série, la couleur est utilisée pour différencier le costume de puissance du costume Varia — une version améliorée de la combinaison de Samus. L'absence de couleur oblige les concepteurs à développer un symbole visuel permettant au joueur de déterminer quelle combinaison porte le personnage, et c'est ainsi que la combinaison Varia se dote de grosses épaulières proéminentes,,. L'absence de couleur pousse également l'équipe à modifier la combinaison au niveau du bras portant l'arme. Dans le premier épisode, c'est un changement de couleur qui permet de distinguer les missiles, mais pour Metroid II, l'écran monochrome ne le permet pas non plus, ils choisissent donc de faire ouvrir le bras de Samus, pour en faire un bras-fusil pouvant tirer.
En 1998, Nintendo annonce la sortie potentielle d'un remake sur Game Boy Color, rumeur notamment relayée par un article paru dans le magazine allemand Club Nintendo, qui arbore une photo de la nouvelle console affichant une image du jeu Metroid II en couleur dès le mois d'avril de la même année. Mais il n'en est rien. Cependant, la division R&D1, responsable du développement de la série Metroid, a également développé la console portable Game Boy Color permettant de joueur aux jeux en couleur, sortie en 1998. Durant la conception de la console, l'équipe place dans la console une palette couleur préinstallée, uniquement destinée à Metroid II, qui permet de jouer au jeu en couleur.

## Commercialisation

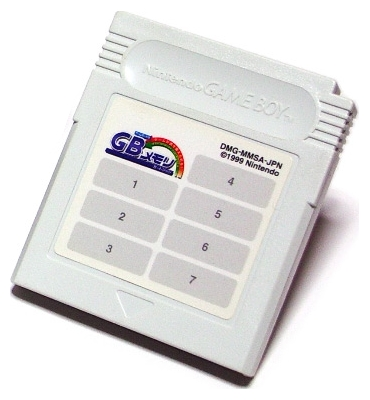
Metroid II est également disponible en téléchargement sur cartouche Nintendo Power pour Game Boy depuis le 1er mars 2000 uniquement au Japon.

Nintendo choisit de publier Metroid II d'abord en Amérique du Nord, car la Game Boy reçoit une forte adhésion là-bas et le succès du premier opus y a été beaucoup plus important que dans le reste du monde. La majorité des sites web vidéoludiques rapportent la date du 26 août 1991 pour la sortie du jeu sur Game Boy en Amérique du Nord. Toutefois, un document interne à Nintendo indique le mois de novembre 1991. Le jeu sort au Japon le 21 janvier 1992, puis en Europe à partir du 21 mai de la même année. Le jeu est réédité en 1993 aux États-Unis dans la gamme Player's Choice. Il est également disponible en téléchargement à partir du 1er mars 2000 uniquement au Japon, sur cartouche Nintendo Power.
Metroid II est réédité sur la console virtuelle de la Nintendo 3DS le 28 septembre 2011 au Japon et le 24 novembre 2011 dans le reste du monde. Le jeu ressort sur la console virtuelle de la Nintendo Switch le 9 février 2023.

## Accueil

### VersionGame Boy
Metroid II: Return of Samus est bien accueilli par la presse spécialisée, obtenant de très bonnes notes,,,.
Nintendo Power donne à Metroid II les meilleures notes de la série de tests de jeux Game Boy réalisée pour son numéro 31. Super Power estime que les bornes de sauvegarde sont loin d'être des « gadgets », tant elles sont utiles et évitent de parcourir à nouveau la carte immense, ce que confirme Player One. Pour ce dernier, la variété des capacités de Samus est remarquable, notamment la boule araignée. Super Power considère que le jeu mêle « agréablement » aventure et action. La durée de vie est « infernale », grâce à des niveaux immenses, ce qui sauve le jeu, qualifié « bon jeu, pas excellent, mais très acceptable ». Pour Player One, c'est également un bon jeu d'une richesse et d'une difficulté élevées, qui bénéficie en plus d'une durée de vie aussi grande que sa jouabilité est bonne.
Cependant, le magazine allemand Video Games est à moitié conquis, malgré une notation honorable. Il pointe des graphismes erratiques, allant du spectaculaire au terne et un système de jeu basé sur l'action et le massacre des Metroids. Super Power juge également la réalisation graphique moyenne.
En 1999, le site web IGN teste Metroid II et livre une analyse plus technique, plus professionnelle et plus complète, qui rejoint finalement l'avis de Video Games. Tim Jones remarque les éléments novateurs qui deviendront des marqueurs de la série, les différentes évolutions des Metroids, les épaulières de Samus et son bras-canon, les bornes de sauvegarde et de rechargement, le vaisseau et les nouvelles capacités (la boule araignée, la boule de saut, ainsi que le Spazer et le rayon plasma). Toutefois, il relève une modification structurelle du gameplay par rapport à son prédécesseur, qui fait dès lors la part belle à une tuerie de Metroids au détriment de la recherche, c'est-à-dire au côté aventure. Il pointe du doigt le choix de la descente de lave progressive, donnant accès aux zones se succédant les unes après les autres dans un immense niveau unique. Ces changements donnent un jeu aux aspects linéaires, dans lequel la recherche devient secondaire par rapport au besoin d'éliminer les ennemis. Et cette vision est également partagée en 2004 par Jeremy Parish, journaliste du site web 1UP.com, ou en 2008 par Rus McLaughlin qui officie également sur IGN. Tous voient un bon jeu, aux graphismes de qualité moyenne inhérente aux capacités limitées de la console (mais tout-de-même avec un sprite possédant une réalisation de qualité),,, même s'il est moins apprécié par les fans et la presse spécialisée que les autres jeux de la série,.

### Versions dématérialisées
Lors de sa sortie en version dématérialisée sur la console virtuelle de la Nintendo 3DS, Metroid II reçoit de bonnes critiques et totalise une moyenne de notation de 78,90 % sur la base de dix critiques.
La critique fait globalement la même analyse que celle donnée depuis 1999 par IGN ou 1UP.com,. IGN, et NintendoLife estiment que le jeu est plus linéaire que son ainé, et doté de graphismes moyens, limités par les capacités de la plate-forme d'origine. Cependant, tous s'accordent à dire que Metroid II reste un bon jeu d'action,.

### Ventes
Metroid II est vendu à 800 000 exemplaires aux États-Unis, soit moitié moins que son prédécesseur. Malgré l'approbation de la critique et des ventes honorables, il manque le coche de la réussite commerciale. Au Japon, le jeu se vend à 550 000 exemplaires, avec le même ratio qu'aux États-Unis. par rapport à son aîné, et en Europe, il atteint le score honorable de 300 000 copies vendues. Fin 2003, la Computer Entertainment Supplier's Association annonce que le jeu s'est écoulé à 1,72 million de copies à travers le monde.

## Postérité

### Place dans la série et suite
Metroid II reçoit de bonnes critiques, mais comme son prédécesseur, il n'arrive pas au niveau de jeux du calibre de Zelda ou Mario,. Les modifications apportées au gameplay l'éloignent de son ainé Metroid, et donnent naissance à un jeu aux aspects plus linéaires, également basé sur une tuerie successive de Metroids. Ceci pousse donc une partie des fans à s'en éloigner,. Noyé dans une production importante de jeux, rapidement créés, rapidement vendus, puis oubliés, Metroid II, seul opus dans lequel Yoshio Sakamoto n'est pas impliqué, figure parmi « les laissés-pour-compte », et « fait office de vilain petit canard » de la série. Malgré l'accueil mitigé par les fans, des éléments présents dans le jeu deviennent des marqueurs de la série, tels que les grosses épaulières de Samus et son bras qui s'ouvre pour dévoiler son arme, son vaisseau ou les bornes de sauvegarde et de rechargement. Nintendo fixe également le design du Metroid et introduit le concept de son évolution et ses différentes phases. D'autres éléments, comme le Spazer et la capacité d'adhérer aux murs en boules morphing et de les arpenter, seront reconduits dans d'autres épisodes. La plupart de ces éléments ajoutent de la profondeur à l'univers de la série.
Super Metroid, la suite directe de Metroid II, est publiée sur Super Nintendo en 1994. Le co-créateur de la série Yoshio Sakamoto déclare lors de la Game Developers Conference de 2010, qu'il a été « très ému » par la fin de Metroid II, ce qui l'a influencé dans la création de Super Metroid.

### Distinctions et remix
En septembre 1997, les douze membres de l'équipe de Nintendo Power placent Metroid II au 34e rang de leur top 100 des meilleurs jeux de tous les temps. En 2005, le magazine le place au 85e rang de son top 200 des meilleurs jeux sur une console Nintendo. GameSpot inclut le jeu dans sa liste des meilleurs jeux Game Boy. Nintendo Power le place au 12e rang des jeux Game Boy/Game Boy Color. Game Informer place le jeu au 9e rang de son top des meilleurs jeux Game Boy À l'occasion de la sortie du jeu Metroid: Samus Returns le 15 septembre 2017, Pixels - Le Monde.fr réalise un classement des meilleurs jeux de la série Metroid, dans lequel Return of Samus est désigné 7e meilleur jeu.
En 2004, OverClocked ReMix réorchestre le thème final de Metroid II.

### Remakeamateur
Un remake non officiel de Metroid II en couleur basé sur le moteur de jeu Game Maker, intitulé AM2R (Another Metroid 2 Remake), est développé par Milton Guasti sous le pseudonyme DoctorM64. AM2R améliore son modèle grâce à des visuels basés sur les graphismes de Super Metroid et son gameplay reprend celui de Metroid: Zero Mission. Le jeu propose également de nouveaux éléments comme une mini-carte, des mini-boss, des rayons combinables, et un système de notes avec un récit non-intrusif. Après plusieurs années de développement, AM2R est publié le 6 août 2016 sur PC (Windows), coïncidant avec le trentième anniversaire de la sortie du premier épisode de la série, Metroid,. Rapidement après la publication, le lien de téléchargement proposé sur le site officiel permettant d'accéder au jeu est supprimé, à la suite de l'envoi par Nintendo d'un avis de DMCA au site web hébergeur,, et ceci malgré la déclaration de Milton Guasti signalant son intention de continuer à développer le jeu uniquement pour un usage privé. En septembre 2016, ce dernier annonce que le développement du jeu prend fin, à la suite d'une demande de retrait DMCA reçue de la part de Nintendo. Plusieurs journalistes apprécient pourtant AM2R, dont Ars Technica qui, lors d'un test d'une version intermédiaire, loue les graphismes et la recréation du level design original, ou PC Gamer qui voit « un grand jeu à part entière ».
Malgré l'intervention de Nintendo, l'équipe poursuit son travail et publie le 30 juillet 2018 sur son Reddit une version améliorée du jeu, ainsi qu'une version Android.

### Remakeofficiel
Lors de l'E3 2017, Nintendo annonce la sortie d'un remake intitulé Metroid: Samus Returns pour septembre 2017 sur Nintendo 3DS. Yoshio Sakamoto, le réalisateur historique de la série, supervise le projet en tant que producteur principal. L'histoire et la structure du jeu sont similaires à Metroid II, mais Samus Returns intègre des contrôles, des visuels et un gameplay améliorés, et introduit de nouvelles fonctionnalités dans les jeux Metroid II en deux dimensions, comme une contre-attaque, la possibilité de tirer librement dans n'importe quel angle, et une sélection de capacités. Le jeu sort le 15 septembre 2017, et est plutôt bien accueilli par la presse spécialisée et reçoit des critiques positives pour ses visuels et son gameplay amélioré par rapport au concept original, mais aussi quelques bémols comme le rythme de jeu saccadé provoqué par les contre-attaques,,,,,,.

### Manuel de jeu
1. 1 2 3  Nintendo  1994, La Menace Metroid, p. 4-5.
2. 1 2  Nintendo  1991, L'Histoire de Metroid, p. 3-6.
3. ↑  Nintendo  1991, Fiche technique, p. 13-14.
4. ↑  Nintendo  1991, Les Ennemis, p. 23-30.

### Citation du jeu
1. 1 2  Nintendo. Metroid II: Return of Samus (Game Boy). Nintendo. Novembre 1991. Niveau/zone : Générique de fin.

### Ressources en ligne
1. 1 2  (en) Nintendo, « Game Boy (original) Games » [PDF], sur Nintendo.com.
2. 1 2 3  (ja) « メトロイドII まとめ [ゲームボーイ », sur Famitsu.
3. 1 2 3 4 5 6 7  « Metroid II - Fiche détaillée », sur Gamekult.
4. ↑  « Test Metroid Prime sur NGC », sur Gamekult, 19 mars 2003.
5. 1 2 3 4 5 6 7 8 9 10 11  (en) Rus McLaughlin, « IGN Presents The History of Metroid », sur IGN, 24 août 2007.
6. 1 2 3 4 5 6 7  Marcel Van Duyn, « Review: Metroid II: Return of Samus (Game Boy) », sur NintendoLife, 25 novembre 2011.
7. 1 2 3  -Reflux, « Test Metroid II : Return of Samus sur GB », sur Jeuxvideo.com, 17 février 201.
8. 1 2 3 4 5 6 7 8 9 10 11 12  Wolfen, « Metroid II: Return of Samus », Player One, no 22,‎ juillet-août 1992, p. 120-121.
9. ↑  (en) Understanding Media, Today : McLuhan in the Era of Convergence Culture, Editorial UOC, 2011 (ISBN 978-84-938802-1-7, lire en ligne), p. 323.
10. ↑  (en) Mark J. P. Wolf, Encyclopedia of Video Games, Set : The Culture, Technology, and Art of Gaming - Part 1, Santa Barbara, Calif., ABC-CLIO, 2012, 763 p. (ISBN 978-0-313-37936-9, lire en ligne), p. 399.
11. ↑  (en) Neal Roger Tringham, Science Fiction : Video Games, CRC Press, 2014, 536 p. (ISBN 978-1-4822-0388-2, lire en ligne), p. 452.
12. ↑  (en) Dan Whitehead, « Born Free: the History of the Openworld Game Article », sur Eurogamer, 2 avril 2008.
13. 1 2 3 4 5 6 7 8 9 10  (en) « Metroid Rétrospective », sur GameTrailers, 25 juillet 2007.
14. 1 2 3 4 5 6 7 8  (en) Tim Jones, « Metroid 2: Return of Samus », sur IGN, 15 juin 1999.
15. ↑  (en) « Metroid », Game Player's Nintendo Buyer's Guide,‎ hiver 1988, p. 60.
16. ↑  (en) Strategies for Nintendo Games, Publications Intl, 1987, p. 36-37.
17. ↑  (en) « The History of Metroid », sur GameSpot.
18. ↑  (en) R. Duane Ireland, Robert E. Hoskisson et Michael A. Hitt, Understanding Business Strategy : Concepts and Cases, Cengage Learning, 2008, 528 p. (ISBN 978-0-324-57899-7, lire en ligne), p. C-189.
19. 1 2 3 4  (en) Jeremy Parish, « Metroid II : Return of Samus Review », sur 1UP.com, 2004.
20. 1 2  (en) « Coming soon », Nintendo Power, vol. 29,‎ octobre 1991, p. 69.
21. 1 2 3 4  (en) « Metroid II: Return of Samus », Nintendo Power, vol. 31,‎ décembre 1991, p. 52-61.
22. 1 2 3  (en) « Metroid II: Return of Samus », Super Game Boy,‎ 1994, p. 38-43.
23. 1 2 3 4  (en) Lucas M. Thomas, « Metroid 2: Return of Samus Review », sur IGN, 25 novembre 2011.
24. ↑  (en) Ben Reeves, « Metroid: Samus Returns Is A Remake That Feels Original », sur Game Informer, 4 septembre 2017.
25. 1 2 3 4 5 6  (en) Andy Robinson, « The History of Metroid », sur GamesRadar+, 23 octobre 2007, p. 2.
26. ↑  (en) Lucas M. Thomas, « Nintendo, Re-Packaged », sur IGN, 15 décembre 2010.
27. ↑  (ja) « ファミ通クロスレビュー: メトロイドII », Famitsu, no 163,‎ 31 janvier 1992, p. 37 (lire en ligne).
28. ↑  « Test : Gameboy's Games - Metroid 2 », Gen4, no 40,‎ janvier 1992, p. 151.
29. ↑  « Metroid II », Joystick, no 23,‎ janvier 1992, p. 123.
30. ↑  « Metroid II: Return of Samus », Joypad, no 11,‎ août-septembre 1992, p. 159.
31. 1 2 3  (en) « Now Playing », Nintendo Power, vol. 31,‎ décembre 1991, p. 73.
32. 1 2 3 4 5 6 7  « Metroid II: Return of Samus », Super Power, no 2,‎ septembre 1992, p. 133.
33. ↑  (de) « Metroid II: Return of Samus », Total!,‎ décembre 1994, p. 64.
34. 1 2  (de) Martin Gaksch, « Metroid 2 », Video Games,‎ janvier 1992, p. 73.
35. ↑  (en) Bob Strauss, « Digital Capsule Review: Locale Heroes », sur Entertainment Weekly, 28 février 1992.
36. ↑  (de) « Metroid 2 », Power Play,‎ mars 1992 (ISSN 0937-9754).
37. ↑  (de) « Metroid II », ASM,‎ mars 1992.
38. ↑  (en) Jeremy Parish, « Metroid Game By Game Reviews: Metroid II: Return of Samus », sur USgamer, 8 septembre 2017.
39. ↑  (en) « Metroid II: Return of Samus – GB », sur GameRankings.
40. ↑  « 2004 CESA Games White Paper », 2004 CESA Games White Paper, Computer Entertainment Supplier's Association,‎ 31 décembre 2003, p. 58–63.
41. ↑  Anagund, « Test Super Metroid », sur jeuxvideo.com, 17 juin 2009.
42. ↑  (en) Christian Nutt, « The Elegance Of Metroid: Yoshio Sakamoto Speaks », sur Gamasutra, 23 avril 2010.
43. ↑  (en) « 100 Best Games of All Time », Nintendo Power, vol. 100,‎ septembre 1997, p. 93.
44. ↑  (en) « Top 200 », Nintendo Power, no 198,‎ décembre 2005, p. 74.
45. ↑  (en) Cameron Davis, « Videogames.com's The 50 Best Game Boy Games: Classic Essentials », sur GameSpot, 11 novembre 1998.
46. ↑  (en) « Nintendo Power – The 20th Anniversary Issue! », Nintendo Power, vol. 231,‎ août 2008, p. 72.
47. ↑  (en) Ben Reeves, « The 25 Best Game Boy Games Of All Time », sur Game Informer, 24 juin 2011.
48. ↑  William Audureau, « Jeux vidéo : quel est le classement des meilleurs « Metroid » ? », Pixels - Le Monde.fr, 13 septembre 2017.
49. ↑  (en) Brett Elston, « Game music of the day: Metroid II », sur GamesRadar+, 28 août 2016.
50. 1 2 3  (en) Caron Frank, « Not just Another Metroid 2 Remake », sur Ars Technica, 19 mars 2008.
51. ↑  (en) Matthew Castle, « Metroid II: Return of Samus… returns! We meet the man out to reboot Samus’ Game Boy adventure », sur Nintendo Gamer, 16 février 2012, p. 1.
52. ↑  (en) Mike Fahey, « Brilliant Fan Remake Of Metroid II Arrives Just In Time », sur Kotaku, 6 août 2016.
53. ↑  (en) O'Connor James, « This Metroid 2 fan remake celebrates Metroid's 30th anniversary », sur VG247, 8 août 2016.
54. ↑  (en) Frank Allegra, « Metroid 2 fan remake finally released, quickly hit with copyright claims », sur Polygon, 8 août 2016.
55. ↑  (en) Jeffrey Matulef, « Metroid 2 fan remake pleases fans, but not Nintendo », sur Eurogamer, 8 août 2016.
56. ↑  (en) Sam Machkovech, « Fan-made Metroid 2 remake celebrates series’ 30th year before Nintendo does », sur Ars Technica, 7 août 2016.
57. ↑  (en) Thomas Whitehead, « Nintendo of America Issues Takedown Request on AM2R, Ending the Project », sur Nintendo Life, 2 septembre 2016.
58. ↑  (en) Tom Sykes, « The impressive fan remake of Metroid II is out now », sur PC Gamer, 7 août 2016.
59. ↑  daFrans, « AM2R (Another Metroid 2 Remake) s'offre une version Android », sur Jeuxvideo.com, 30 juillet 2018.
60. ↑  « Metroid : Samus Returns débarque sur 3DS », sur Gamekult, 13 juin 2017.
61. ↑  Anagund, « Test Metroid Samus Returns : Un des meilleurs jeux d'action/aventure 2D de ces dernières années ! sur 3DS », sur Jeuxvideo.com, 13 septembre 2017.
62. ↑  (en) Sam Claiborn, « Metroid: Samus Returns Review », sur IGN, 13 septembre 2017, p. 2.
63. ↑  (en) Peter Brown, « Metroid: Samus Returns Review », sur GameSpot, 12 septembre 2017.
64. ↑  Boulapoire, « Metroid: Samus Returns review, la chasse est rouverte », sur Gamekult, 14 septembre 2017.
65. ↑  (en) Ben Reeves, « Metroid: Samus Returns Review – A Charge Blast From The Past », sur Game Informer, 12 septembre 2017.
66. ↑  (en) Martin Robinson, « Metroid: Samus Returns review », sur Eurogamer, 12 septembre 2017.
67. ↑  (en) Russ Frushtick, « Metroid: Samus Returns review », sur Polygon, 12 septembre 2017.

### Ressources bibliographiques
1. 1 2  Christophe Mallet  2016, Gotta Kill 'em all!, p. 75-76.
2. 1 2 3 4 5 6  Christophe Mallet  2016, Same, but different... but still same, p. 76-77.
3. ↑  Christophe Mallet  2016, Vaisseau et Metroides : Un Univers en expansion, p. 78-79.
4. ↑  Christophe Mallet  2016, Samus Aran au placard, p. 63-72.
5. 1 2 3  Christophe Mallet  2016, Metroid III déjà dans le viseur de Sakamoto, p. 73-74.
6. 1 2 3 4 5 6 7 8 9  Christophe Mallet  2016, Une Équipe hétéroclite, p. 74-75.
7. 1 2 3 4  Christophe Mallet  2016, Insaisissable couleur, p. 81-83.
8. 1 2 3  Christophe Mallet  2016, Samus, Star mais pas trop, p. 79-80.
9. 1 2  Christophe Mallet  2016, Le Japon et l'Europe moins enthousiasmés, p. 80-81.
10. ↑  Christophe Mallet  2016, Le Mystère SR388, p. 73.
11. 1 2  Christophe Mallet  2016, L'Arsenal se renforce, p. 77-78.